# بيتر جيمس
بيتر جيمس (بالإنجليزية: Peter Francis James)‏ (و. 1956 – م) هو ممثل تلفزيوني، وممثل أفلام، وممثل، من الولايات المتحدة الأمريكية، ولد في شيكاغو.

## وصلات خارجية
- بيتر جيمس على موقع IMDb (الإنجليزية)
- بيتر جيمس على موقع ألو سيني (الفرنسية)
- بيتر جيمس على موقع أول موفي (الإنجليزية)
- بيتر جيمس على موقع قاعدة بيانات برودواي على الإنترنت (الإنجليزية)
- بيتر جيمس على موقع قاعدة بيانات برودواي على الإنترنت (الإنجليزية)
- بيتر جيمس على موقع قاعدة بيانات الفيلم (الإنجليزية)
- بيتر جيمس على موقع كينوبويسك (الروسية)